# Alexander Zorniger
Alexander Zorniger (* 8. Oktober 1967 in Mutlangen) ist ein deutscher Fußballtrainer.

## Karriere als Trainer
Zorniger war zwischen 2002 und 2009 Trainer des 1. FC Normannia Gmünd, der in der Oberliga Baden-Württemberg spielte. In der Saison 2008/09 belegte er den neunten Platz.
Er wurde von Lothar Mattner abgelöst, da er das Angebot erhielt, als Co-Trainer beim VfB Stuttgart unter Markus Babbel zu arbeiten. Ein halbes Jahr später, im Dezember 2009, verließ er den VfB.
Am 1. Juli 2010 unterschrieb Zorniger beim Regionalligisten SG Sonnenhof Großaspach, um den damaligen Co-Trainer Rüdiger Rehm zu unterstützen. Dort wurde in der Saison 2011/12 der Aufstieg in die 3. Liga knapp verpasst.
Parallel dazu absolvierte Zorniger an der Hennes-Weisweiler-Akademie seine Trainerausbildung, die er als Jahrgangsbester des 58. Lehrgangs (2011/12) abschloss.

### RB Leipzig
Am 3. Juli 2012 wurde Zorniger Cheftrainer bei RB Leipzig und war damit Nachfolger von Peter Pacult, dem vom neuen Sportdirektor Ralf Rangnick gekündigt worden war.
In seinem ersten Jahr mit den Leipzigern stieg er 2013 in die 3. Liga und 2014 unerwartet früh auch in die 2. Liga auf. Nachdem man in der Rückrunde 2015 in der Tabelle den Kontakt zu den Aufstiegsplätzen verloren hatte, kündigte der Verein an, sich zum Saisonende von ihm zu trennen. Zorniger trat am 11. Februar 2015 vorzeitig selbst zurück.

### VfB Stuttgart
Zur Saison 2015/16 übernahm Zorniger die Bundesligamannschaft des VfB Stuttgart als Nachfolger von Huub Stevens. Er erhielt einen bis zum 30. Juni 2018 gültigen Dreijahresvertrag. Nach nur zehn gewonnenen Punkten aus 13 Bundesligaspielen beendete der VfB Stuttgart am 24. November 2015 die Zusammenarbeit mit ihm.

### Brøndby IF
Seit der Saison 2016/17 war Zorniger Trainer von Brøndby IF. In den Spielzeiten 2016/17 und 2017/18 belegte er mit dem Verein in der dänischen Superliga den zweiten Platz, 2018 gewann er den dänischen Pokal. Im Februar 2019 wurde er als Cheftrainer der auf dem vierten Tabellenplatz befindlichen Mannschaft beurlaubt.

### Apollon Limassol
Zur Saison 2021/22 übernahm Zorniger das Traineramt beim zyprischen Erstligisten Apollon Limassol. Gleich im ersten Jahr gelang der Gewinn der Meisterschaft. Nachdem der Club daraufhin in der 3. Qualifikationsrunde der UEFA Champions League 2022/23 gescheitert war, wurde Zorniger im August 2022 entlassen.

### SpVgg Greuther Fürth
Am 23. Oktober 2022 wurde er als neuer Trainer der SpVgg Greuther Fürth vorgestellt. Zorniger gelang es, die jüngste Mannschaft der Liga, die zu diesem Zeitpunkt Tabellenletzter war, bis zur Winterpause mit zehn Punkten aus vier Spielen auf Tabellenplatz 10 zu bringen. Am 27. November 2023 – die SpVgg rangierte zu diesem Zeitpunkt auf Platz fünf der 2. Bundesliga – gab der Verein eine vorzeitige Verlängerung von Zornigers Vertrag bis Juni 2026 bekannt.
Nach dem 9. Spieltag der Saison 2024/2025 stellte der Verein im Oktober 2024 Zorniger sowie Sportchef Rachid Azzouzi nach einer 0:4-Niederlage gegen den 1. FC Nürnberg auf dem 12. Tabellenplatz stehend frei, die Spielvereinigung war nach einem guten Saisonstart in den vorangegangenen fünf Spielen sieglos geblieben.

### Odense BK
Am 31. Mai 2025 gab der dänische Erstligaaufsteiger Odense BK bekannt, dass Zorniger Nachfolger von Aufstiegstrainer Sören Krogh wird.

## Erfolge
Deutschland
- Aufstieg in die 2. Bundesliga: 2014 (RB Leipzig)
- Aufstieg in die 3. Liga: 2013 (RB Leipzig)
- Meister der Regionalliga Nordost: 2013 (RB Leipzig)
- Sachsenpokalsieger: 2013 (RB Leipzig)

Dänemark
- Pokalsieger: 2018 (Bröndby IF)

Zypern
- Meister: 2022 (Apollon Limassol)

## Positionen
Nach einem rassistischen Zwischenfall beim DFB-Pokalspiel der SpVgg Greuther Fürth beim Halleschen FC am 12. August 2023 positionierte sich Zorniger in einem Plädoyer vehement für mehr Zivilcourage jedes Einzelnen im Kampf gegen den Rassismus: „Aufstehen und sagen: Das geht nicht! (...) Das ist der Job von uns und nicht von irgendwelchen Regierungen oder von Institutionen.“ Explizit – aber ohne sie namentlich zu nennen – wandte sich Zorniger hierbei auch gegen die AfD. Sein Statement erfuhr ein bundesweites Medienecho und ging in den sozialen Medien viral. Neben dem Halleschen FC solidarisierten sich einige weitere Fußballvereine, darunter der FC Schalke 04 und der FC St. Pauli, ausdrücklich mit Zornigers Worten.

## Privatleben
Zorniger hat eine Tochter (* 2017) und einen Sohn (* 2019). Er ist seit 2019 mit seiner Frau Kristina verheiratet, die als Autorin unter ihrem Alias Kristina vom Dorf bekannt ist. Seit spätestens 2025 lebt das Ehepaar getrennt.